# Godfrey Binaisa
Godfrey Lukongwa Binaisa (30. května 1920 – 5. srpna 2010) byl ugandský politik a v letech 1979–1980 zastával funkci prezidenta Ugandy. Zemřel ve spánku na srdeční infarkt ve věku 90 let dne 5. srpna 2010. Dostalo se mu cti státního pohřbu.